# A Troll in Central Park
A Troll in Central Park (literalmente: Un trol en Central Park; El jardín mágico de Stanley en España y Fantasía en el parque central en Hispanoamérica) es una película de animación de 1994 dirigida por Don Bluth y Gary Goldman, quienes ya habían sido los creadores de otras películas de animación como En busca del valle encantado (1988), Todos los perros van al cielo (1989) o Pulgarcita (1994), entre otras. Distribuida por Warner Bros., A Troll in Central Park fue estrenada por primera vez el 7 de octubre de 1994.
La película cuenta con los actores de voz Dom DeLuise en el papel de Stanley, Phillip Glasser como Gus, Tawny Sunshine Glover como Rosie, Cloris Leachman como Reina Gnorga, Hayley Mills como Hilary, Jonathan Pryce como Alan y Charles Nelson Reilly como Rey Llort.

## Sinopsis
Cuando Stanley, un trol de buen corazón, no se comporta adecuadamente, es decir, siendo malo y asustando a los humanos, la maligna Reina se enfada y quiere acabar con él. Pero el bueno del Rey conmuta la pena por un exilio. Stanley tiene que vivir en pleno centro de Manhattan, en Central Park. Allí se hace amigo de Gus y de su hermana pequeña Rosie a los que construye hermosos jardines. Esto enfurece a la reina que lanza una tormenta sobre el Parque. Stanley tendrá que defender a sus nuevos amigos de estos ataques.

## Reparto
- Dom DeLuise - Stanley
- Cloris Leachman - Reina Gnorga
- Charles Nelson Reilly - Rey Llort
- Phillip Glasser - Gus
- Tawny Sunshine Glover - Rosie
- Jonathan Pryce - Alan (Papá de Gus y Rosie)
- Hayley Mills - Hilary (Mamá de Gus y Rosie)
- Neil Ross - Pensamiento Genérico
- Will Ryan - Jefe, Guardia de los Duendes
- Pat Musik - Estornudina
- Frank Zambetti - Duende del árbol
- Jack Angel - Jefe Duende
- Kath Soucie - Flores[1]

## Críticas
La película tuvo un presupuesto de 23 millones de dólares pero fue un fracaso en taquilla, llegando a recaudar solamente 71,368 dólares en Estados Unidos, haciéndola la película de Don Bluth con menos recaudación hasta la fecha a pesar de no ser la película que ha perdido más dinero. Gary Goldman dijo que la razón de esto era porque la película fue lanzada sin ninguna promoción y el lanzamiento fue limitado. También declaró que su distribuidora Warner Bros no tenía ninguna confianza en la película. Actualmente en Rotten Tomatoes tiene un puntaje de 14% basado en 6 reseñas. El puntaje de la película en la comunidad del sitio web es más alta, un 49%.
La página de Nostalgia Critic (de Doug Walker) dio una opinión muy negativa de la película. Él dice que con solo escuchar el título le hace enojar. Él ha llamado a la película "la peor película de Don Bluth". Hasta dio una discusión corta en dos vídeos con Bluth y sus otras obras.